# Bao Tong
Bao Tong (5 de novembro de 1932 - 9 de novembro de 2022) foi um escritor e ativista chinês. Ele foi Diretor do Escritório de Reforma Política do Comitê Central do Partido Comunista Chinês (PCC) e Secretário de Política de Zhao Ziyang (primeiro-ministro chinês de 1980 a 1987 e secretário-geral do PCC de 1987 a 1989). Ele também foi Diretor do Comitê de Redação do 13º Congresso do PCC, conhecido por seu forte apoio à reforma do mercado e abertura sob Deng Xiaoping. Antes disso, ele foi membro do comitê e depois vice-diretor da Comissão Estatal Chinesa para a Reforma Econômica. Durante os protestos da praça Tian'anmen em 1989, ele foi um dos poucos altos funcionários chineses a expressar entendimentos com os estudantes manifestantes,  o que levou à sua prisão pouco antes do incidente de 4 de junho.

## Biografia

### Carreira governamental
Bao foi Diretor do Escritório de Reforma Política do Comitê Central do PCC e Secretário de Política de Zhao Ziyang, primeiro-ministro chinês de 1980 a 1987 e secretário-geral do PCC de 1987 a 1989. Em 1986, Zhao encarregou Bao de planos para reformas de.  Ele foi vice-diretor da Comissão de Reforma do Sistema Econômico Nacional e "em estreita troca com os jovens intelectuais reformistas emergentes do Grupo de Desenvolvimento Rural". 

### Fim da carreira no governo
Bao, junto com Zhao Ziyang, ajudou o investidor húngaro-americano George Soros a estabelecer o Fundo para a Reforma e Abertura da China (Fundo da China) com sede em Pequim em 1986.   Depois que Zhao e Bao foram presos em 1989, representantes da organização foram presos e interrogados pelas autoridades chinesas. Os apoiadores de Zhao expressaram preocupação de que o governo chinês quisesse vincular Bao e Zhao a "forças subversivas estrangeiras", incluindo a Agência Central de Inteligência (CIA).  Soros negou qualquer envolvimento da CIA e escreveu uma carta ao líder supremo Deng Xiaoping em defesa do fundo. 
Em 28 de maio de 1989, ele foi preso em Pequim pouco antes da repressão do movimento democrático na Praça da Paz Celestial em 4 de junho de 1989. Zhao Ziyang renunciou ao cargo de secretário-geral do Partido Comunista Chinês em protesto quando Deng Xiaoping tomou a decisão de reprimir os estudantes. Bao Tong era um colaborador próximo de Zhao e o autor de seus discursos e editoriais apoiando uma abordagem democrática e legal do movimento estudantil. Zhao foi mantido em prisão domiciliar pelo resto de sua vida, enquanto Bao Tong foi oficialmente acusado de "revelar segredos de estado e propaganda contra-revolucionária", o mais alto funcionário do governo a ser acusado em relação ao movimento de 1989. Ele foi condenado publicamente em 1992 em um breve julgamento-espetáculo e sentenciado a sete anos de prisão com dois anos de privação de direitos políticos. Ele cumpriu sua sentença completa em isolamento na prisão de Qincheng.

### Vida posterior
Bao Tong apelou pela restauração dos direitos civis e políticos de Zhao Ziyang de 1998 até a morte de Zhao. Ele foi fundamental na publicação em maio de 2009 das memórias de Zhao Ziyang, baseadas em fitas de áudio que Zhao fez secretamente enquanto estava em prisão domiciliar e descobriu após sua morte em 2005. O filho de Bao Tong, Bao Pu, e a nora Renee Chiang, publicaram o livro Journey of Reform (改革歷程) em Hong Kong e traduziram e editaram (junto com Adi Ignatius) uma versão em inglês deste livro intitulado Prisioneiro do Estado: O diário secreto do primeiro-ministro Zhao Ziyang. Bao Tong escreveu uma introdução para a versão chinesa.
Bao Tong continuou a escrever artigos criticando abertamente o governo e suas políticas. Ele apoiou um maior desenvolvimento democrático em Hong Kong e continuou a expressar a necessidade de reforma política na China.  Ele foi signatário do manifesto da Carta 08 e pediu a libertação de Liu Xiaobo, organizador da carta que foi preso em dezembro de 2008.
Bao morreu em Pequim em 9 de novembro de 2022, aos 90 anos; a sua morte foi anunciada no Twitter por Bao Pu.   O jornalista Gao Yu, amigo próximo de Bao, afirmou que ele havia morrido de síndrome mielodisplásica, e que o funeral aconteceria em 15 de novembro de 2022. 